# وريد زندي
الأوردة الزنديّة (بالإنجليزية: Ulnar veins)‏ هي أوردة مرافقة للشريان الزندي، وتقوم هذه الأوردة بتصريف الجزء الأنسي من الساعد.
ينشأ الوريد في اليد، وينتهي عندما يتّحد مع الأوردة الكعبرية ليكوّن الوريد العضدي. ويتّبع الوريد الزندي نفس مسار الشريان الزندي.

## روابط خارجية
- مقالة ii/u/ulnar_veins في موسوعة جنرال اليكتريك الطبية